# Куяв'як

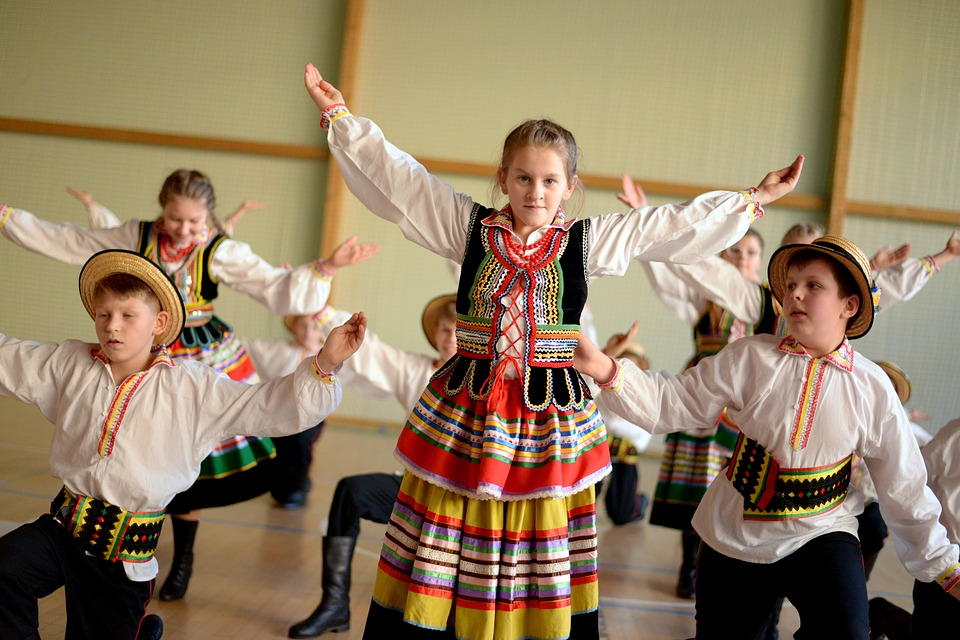
Діти танцюють куяв'як

Куяв'як — польський народний танець, що походить з Куявії. З'явився з куявських весільних обрядів. Танець у помірному русі в розмірі 3/4, який характеризується мазурськими ритмами. Назва танцю походить від назви регіону, але танець також зустрічається в сусідніх регіонах, наприклад, в Великопольщі, лечиських землях, серадзькій, каліцькій і колишніх землях гостиньських. Куяв'як - це польський національний танець, назва якого вперше з'явилася в 1827 році. Цей танець є типовим проявом польського танцювального фольклору, який складається з колективного танцю, який спільно виконують жінки та чоловіки. 
Куявські танці мають різні імена в Куяві. Один з них — «косебка», що регіональною мовою означає поворот ліворуч, тоді як танець, який називається «одібка», означає поворот праворуч. Крім того, куяв'як називають «сплячий», «гладкий» або «пастушок» (в регіональній мові термін означає круглу форму).

## Характеристика
Куяв'як є спокійним танцем в розмірі 3/4, виконується в темпі рубато. Відповідно до музикознавчої класифікації, куяв'як належить до танців з мазурними ритмами, до яких включають крім нього класичний мазурек та оберек. Куяв'як — найповільніший з них. Зазвичай його виконували зі співами. Складається з ходи в ритмі чверті ноти на злегка зігнутих ногах. Емоційна, лірична мелодія надає йому кокетливого характеру. Танцювальні кроки в основному засновані на ніжній ході та обертах, лише музичні акценти в кінці фрази підкреслюються більш сильним тупанням. За традицією, танець танцюють одні і ті ж пари. Проходячи по колу танцюють разом пара за парою. Танцюристка знаходиться зліва на крок попереду партнера. Танцюристи обертаються один до одного передом, танцюрист хапає партнерку обома руками трохи вище над талією, танцюристка в цей же час аналогічно хапає партнера з боків. Танцюристи час від часу піднімають праву руку вгору і струшують її високо. Раз у раз вони обійми змінюють на відкритий танець, танцюють в обіймах за спиною (танцюрист лівою рукою, танцюристка правою, коли танцюристка знаходиться зліва або навпаки). Танець залишає багато місця для імпровізації, винахідливості танцюристів, від готовність і темпераменту яких залежатиме урізноманітнення танцю жестами рук або притупуванням. Куявський танець, насправді, складається з трьох танців із все більш помітним швидким обертанням:
1. ходячий, тобто польський
2. відсібка, оцібок або ж класичний куяв'як
3. ксебка, або мазур.

Якщо ці три танці виконуються послідовно, їх можна назвати збірною назвою, хороводом. Внаслідок появи в різних місцях він зазнав модифікацій, з'ясувались різні його форми та типи, наприклад, на ленчицьких землях (район між  Нером та горою Бзура — перехідний район між: Великопольською, Мазовше та Куявою), характеризувався мазовецькими властивостями (слабка частина потрійного такту). У цьому регіоні між 1940 і 1950 роками існував танець під назвою «дина». Це був своєрідний ходячий танець, що взяв на себе кілька найжвавіших танцювальних фігур (напевно з інших запозичених танців), який оживав після одного або двох щораз жвавіших та веселіших танців. У цій модифікації мужчина запрошує танцювати дві партнерки, які стояли по боках. Взявши обох партнерок за руки, він ходив по приміщенні з ними, повільно, навіть мляво, пізніше поступово прискорюючи ритм. Друга пара танцюристів робила це ж, лише проходячи по приміщені з протилежного боку. При зустрічі обидві трійці зупиняються, нахиляючись і ковзаючи (балансували) назустріч одна одній, потім виконують фігуру млина (обидві жінки з обох сторін), подаючи один одному руки, кружляли навколо зі своїм або з протилежної трійці партнером по колу. Танець оживав щораз більше і закінчувався куяв'яком.
Основними кроками у куяв'яку є: «рівний», «знизу», «зверху», «ходьба трьох кроків» (три танцювальні кроки виконуються в одному такті). Фігури куяв'яка — це «сонний», «один від одного та один до одного» або «відсибка», «колиски» та «4 напрямки кругового віджиму».

## Історія

### Початки куяв'яка
Давність танців мазурської групи підтверджує факт, що найпоширенішим метром у польській народній музиці є ритм 2/4 та 3/8. Обрядові пісні в Польщі також зберігаються в такому ритмі. Характерологічна форма танців цієї групи, відома як танці вихрові, з'явилася серед слов’янських народів пізно, а до Польщі, ймовірно, проникла лише  наприкінці середньовіччя. У той час (XV століття) відбувся великий прорив у європейській хореотехніці. Зі старих кругових та ланцюгових танців виникли парні танці, які полягали у слідуванні за танцювальним кластером: парами за парою що починала танець. Формування мазурського ритму, з яким безпосередньо пов'язаний куяв'як, припадає на XV та XVI століття. Куяв'як разом з обереком виникли з цих мазурських ритмів у період між 1750 і 1830 роками.
Назва куяв'як вперше з'явилася в 1827 році. Народні назви цього танцю — «сплячий» та «колиски».Термін «куяв'як» для опису жанру танцю вперше згадав Фелікс Яскульський у творі Пастирі на Бахори (пол. Pasterze na Bachorzy) або творі під назвою Селянки куявські (пол. Sielanki kujawskie) з 1827 року.
Один з перших мазурків Фридерика Шопена містив елементи, характерні для куявського стилю, і надав танцювальну ідіому куявських танців. Характер куяв'яка — це також нотний запис пісні «О, чого ж задумалась», задокументованої Казимиром Вуйцицьким у збірці «Пісні народу Білохробатів, Мазурів і Русі з річки Буг від 1836 року». У своїй творчості звертались до куяв'яка також такі композитори, як: Ігнацій Добжинський, Едвард Лодвіговський, Казімєж Лада, Ігнацій Коморовський, Войцех Османський та Генрик Вінявський.
Саме відкриття куяв'яка сталося завдяки куяцькій поміщицькій шляхті. Дослідження Мечислава Мічинського, опубліковане в 1845 році, мало великий вплив на розповсюдження та консолідацію громадської обізнаності щодо цього народного танцю. Також у творчості Оскара Кольберга можна знайти згадки про куяв'як, такі як: власні композиції автора, музична документація, опис танцю («зміна напрямку танцю може бути довільною і не так сильно впливає на назву танцю, а скоріше на спосіб танцю та зміну швидкості руху»). Оскар Кольберг, серед інших, представляє свої спостереження про куяв'як у монографії «Куяв», том 2.

### Розвиток танцю
Наприкінці 60-х років XIX століття, після падіння січневого повстання та закінчення національного трауру, настав час явної зацікавленості народністю, найбільшим ефектом цього інтересу стала поява куяв'яка у салонах. Загальна характеристика цього танцю з’явилася в підручнику із назвою: «Салонні танці», з 1879 року, авторства Аркадіуша Клечевського, який також походив з Куяв. Кароль Местенхаузер також згадував про куяв'як у своєму підручнику, але в цьому випадку куяв'як був описаний у поєднанні з обереком. В цей час куяв'як все частіше почав з'являтись на балах, хоча все ще набагато рідше, ніж мазур чи краков'як. Незадовго до спалаху Першої світової війни куяв'як почав зникати з програм «танцювальних вечорів» та з публікацій.
Зовсім інакше все відбувалось на Куявах, де багато поміщиків запрошували сільських музикантів на свої двори. Вони почали вигадувати все більш вигадливі, ефектні способи танцю. У міжвоєнний період куяв'як користувався великою популярністю та був тут дуже популярний, як описувала Ірена Заблоцька-Бончковська.
Після Другої світової з'явилася серія публікацій Ядвіги Гриневської (1971 року), на тему куяв'яка, в якій авторка перераховувала: основний крок у обороті, основний крок вперед, скручений крок - до себе та від себе, крок на межі плата, наголошений крок, крок з акцентом на "два", що закінчення. У той же час авторка проявила велику винахідливість у галузі сценічних форм куяв'яка, запровадивши, серед інших хвилястий крок на півобороту для дівчаток, стрибок з ударом в руці, підняття дівчат, заворотом у глибокий присід для хлопчиків основний крок назад, крок наголошений на "три", крок у напівприсіданні, півоборот змінно то праворуч, потім ліворуч, крок з два хулігани, стільці та два хулігани, обертання зігнутою ногою вперед, обертання з відведенням правої та лівої ноги поперемінно назад, напівприсідання ходою з каблуком, двотактне плескання лівою рукою по лівій нозі, плескання.
У цей період важливим моментом слід вважати порівняльний аналіз основного кроку національної версії куяв'яка. Ці поєднання дозволяють нам усвідомити не лише відмінності теоретиків національного танцю у підході та описі, а й відмінності у конвенції танцювального руху та використання музичного часу (як з точки зору ритму, так і агогіки) між колишнім сільським середовищем та міським середовищем.
Найдавніше дослідження куяв'яка походить приблизно з 1830 року. Відомими є, між іншим,  і дослідження Генрика Венявського. Музика у куяв'яку лірична та емоційна, часто у мінорній тональності.
Кажуть, що мелодія цього танцю відображає куявський пейзаж - широкий і спокійний. Танцювальні рухи повільні, ковзаючі, пари спокійно обертаються і легко гойдаються.

### Сучасні час
В даний час куяв'як виконують переважно фольклорні колективи, такі як: Державний народний ансамбль пісні і танцю «Мазовше» (пол. Państwowy Zespół Ludowy Pieśni i Tańca „Mazowsze”), Ансамбль пісні і танцю «Силезія» імені Станіслав Гадини (пол. Zespół Pieśni i Tańca Śląsk im. Stanisława Hadyny), ансамбль пісні і танцю в Кельцях (пол. Zespół Pieśni i Tańca Kielce) або Ансамбль "Нова Гута» (пол. Zespół „Nowa Huta”).
У 2018 році відбулося тринадцяте видання Фестивалю фольклору та культури Куявського та Мазовецького регіону «Від куяв’яка до оберка». Фестиваль проводиться щороку у місті Лонцьк поблизу Плоцька.